# Altavilla Monferrato
Altavilla Monferrato je italská obec v provincii Alessandria v oblasti Piemont.
K 31. prosinci 2011 zde žilo 501 obyvatel.

## Sousední obce
Casorzo, Felizzano, Fubine, Montemagno, Viarigi, Vignale Monferrato